# Masters de Canadá 2007

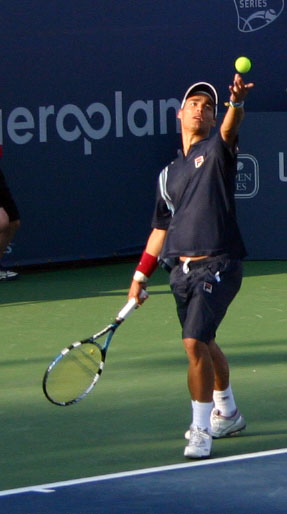
Fabio Fognini en el partido de primera ronda contra Peter Polansky en Montreal 2007

El Masters de Canadá 2007 (también conocido como Rogers Masters por razones de patrocinio) fue un torneo de tenis jugado sobre pista dura. Fue la edición número 118 de este torneo. El torneo masculino formó parte de los ATP World Tour Masters 1000 en la ATP. La versión masculina se celebró entre el 5 de agosto y el 12 de agosto de 2007.

## Campeones

### Individuales masculinos
Novak Djokovic vence a  Roger Federer, 7–6(7–2), 2–6, 7–6(7–2).

### Dobles masculinos
Mahesh Bhupathi /  Pavel Vízner vencen a  Paul Hanley /  Kevin Ullyett, 6–4, 6–4.

### Individuales femeninos
Justine Henin vence a  Jelena Janković, 7–6(7–3), 7–5.

### Dobles femeninos
Katarina Srebotnik /  Ai Sugiyama vencen a  Cara Black /  Liezel Huber, 6–4, 2–6, [10–5].
| Predecesor: Canadá 2006 | Masters de Canadá 2007 | Sucesor: Canadá 2008 |